# Positivisme

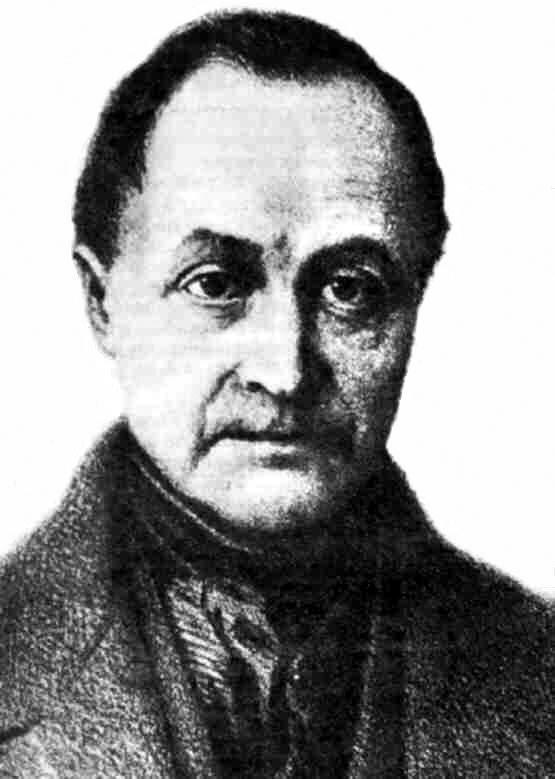
Auguste Comte, een van de grootste exponenten van het positivisme.

Het positivisme is de filosofische opvatting dat alleen de empirische wetenschappen geldige kennis opleveren. Kennis zou volgens deze opvatting dus enkel verworven kunnen worden door het correct toepassen van de wetenschappelijke methode, waardoor elke klassieke vorm van metafysica en andere kennisgronden wordt verworpen: kennis is alleen mogelijk aangaande de wereld der verschijnselen. De term duidt op een filosofie die zich enkel op waarneembare feiten baseert (zie ook empirisme) en alle metafysische filosofie en theologie, alsook normatieve kennis of ethiek en breder alle kennis die niet zintuiglijk controleerbaar is, verwerpt. Dit wordt in het positivisme gekoppeld aan het typische geloof in de vooruitgang van de mensheid in de richting van een positieve, op praktijk gerichte wereldbeschouwing. Positivisme gaat ook vaak gepaard met sciëntisme, de overtuiging dat de wetenschap een antwoord zal bieden op alle problemen. Deze stroming was vooral populair in de tweede helft van de 19e eeuw, maar kende in de 20e eeuw heroplevingen. Vaak is het de 'impliciete filosofie van de wetenschapper'. In de volksmond wordt de term 'positivisme' ook vaak gebruikt om een positieve (levens)houding aan te duiden.

## Typering
Het positivisme ontstond vanuit de confrontatie tussen de filosofie en het succes van de moderne wetenschappen. Filosofen werden geconfronteerd met het gegeven dat de empirische wetenschappen leken te slagen in datgene waar zijzelf en hun (speculatieve) metafysische systemen niet in slaagden: zekere en onweerlegbare kennis. Oorspronkelijk kon de filosofie nog gedijen naast de wetenschap, omdat de empirische wetenschap zich in het begin beperkte tot de "dode" natuur: natuurkunde en scheikunde. In de 19e eeuw kwamen echter ook de menswetenschappen op en werd de filosofie ook stilaan verdrongen van het studiedomein van de mens. Als eerste kwam zo de sociologie en later de psychologie van Wilhelm Wundt op. Niet toevallig is de sociologie verbonden met Auguste Comte, ook wel de vader van het positivisme genoemd. Comte noemde de sociologie ook wel de "sociale fysica".
Het positivisme bevestigt deze overgang door te stellen dat de wetenschap met recht zich over alles uitspreekt omdat zij de enige is die dat adequaat kan doen. De rol die voor de filosofie hier nog is weggelegd is die van een fundering en uiteenzetting waarom de wetenschap als enige deze kennisaanspraak kan maken en anderzijds kan de filosofie zich bezighouden met de uiteindelijke systematisering van alle kennis. Het uitgangspunt is dat kennis alleen mogelijk is aangaande de wereld der verschijnselen.
Het positivisme vindt daarnaast zijn wortels in het sterke vooruitgangsgeloof en de autonomiegedachte (het sterkst uitgewerkt door Immanuel Kant) van verlichtingsdenkers en Franse Revolutionairen. In tegenstelling tot deze laatsten, hadden positivistische denkers een reformistische in plaats van een revolutionaire instelling. Comte geloofde bijvoorbeeld dat de opkomst van de moderne wetenschap een langzaam, maar onvermijdelijk proces is. Zo formuleerde hij de wet van de drie stadia: eerst ging de mensheid door een theologisch stadium waarin men de wereld rondom zich verklaart naar analogie met het menselijk handelen. Vervolgens komt de mensheid terecht in het metafysisch stadium waarin hij de wereld verklaart door te verwijzen naar abstracte principes of essenties. Uiteindelijk komt de mens in het positieve stadium terecht waarin hij leert dat alleen de empirische wetenschap echte kennis kan leveren. Kennis wordt hier werkelijk toegankelijk voor iedereen en relevant voor onze dagelijkse behoeften en noden. Het positivisme is dus onvermijdelijk volgens Comte.

### Aanhangers
Een van de eerste positivistische denkers was Saint-Simon, voluit Claude Henri de Rouvroy, wiens ideeën later verder uitgewerkt zouden worden door zijn volgeling Auguste Comte. In het oorspronkelijk positivisme bestaat de opvatting, dat alle problemen die de mens kan stellen enkel en alleen op te lossen zijn met behulp van de wetenschappelijke methode, ofwel door een beroep te doen op gecontroleerde ervaringsgegevens. Deze opvatting was in de tweede helft van de 19e eeuw wijd verspreid, en werd vertegenwoordigd door filosofen als Richard Avenarius, Friedrich Jodl, Ernst Laas, Pjotr Lavrov, Ernst Mach, John Stuart Mill en C.S. Peirce en Abel Rey. Het positivisme vond ook gehoor in Latijns-Amerika. In Mexico legde de positivistische filosoof Gabino Barreda de basis voor een generatie van científicos, positivistische politiek-economische adviseurs, en Comtes devies 'Orde en Vooruitgang' werd opgenomen in de vlag van Brazilië.
Hoewel deze filosofie in de loop van de tijd aanhang verloor, kwam er in de 20e eeuw weer meer interesse in de vorm van het logisch positivisme of logisch empirisme van de Wiener Kreis, met filosofen als Rudolf Carnap en Otto Neurath. Deze baseerden zich naast Comte op Ludwig Wittgensteins Tractatus Logico-Philosophicus (1922) en combineerden het met het empirisme van David Hume. Ook hier hadden alleen de empirisch verifieerbare uitspraken zin, en werden metafysische en andere filosofische uitspraken verworpen als onzin. In zaken als ethiek, kunst en literatuur zagen logisch positivisten niets meer dan het uitdrukken van emoties. Dit staat bekend als het emotivisme.

### Rechtspositivisme
De inzichten van Comte en andere vroege positivisten werden ook toegepast binnen de rechtsfilosofie onder de term rechtspositivisme. Net als bij Comte kan men ook in het recht drie stadia beschrijven: allereerst een fundering van het recht in God, vervolgens in ethische abstracte normen en ten slotte in de wil van de wetgever.
De rechtswetenschapper moet zich volgens het positivisme louter concentreren op de feitelijke wetgeving en positief rechterlijk materiaal. Deze materie moet dan op een ordelijke en duidelijke manier hiërarchisch geordend worden. De nadruk ligt vooral op de feitelijkheid van het recht: het recht is en blijft een menselijk product dat steeds weer aan verandering onderhevig is. Ethiek wordt volledig uitgesloten. Vertegenwoordigers zijn John Austin en H.L.A. Hart.

## Kritiek
Er zijn verschillende punten van kritiek geformuleerd door filosofen op het positivisme. Hieronder staan de voornaamste vermeld.
Positivisme als variant van het idealisme
Einsteins voornaamste punt van kritiek was dat het positivisme het bestaan van de buitenwereld, onafhankelijk van een waarnemer, niet erkent. Het positivisme lijkt daarom erg op het idealisme van Berkeley. "(...) de positivistische basisattitude, die in mijn ogen onhoudbaar is, en die volgens mij op hetzelfde neerkomt als Berkeley's principe, Esse est percipi [Zijn is waargenomen worden]." Terwijl positivisten menen dat zij alleen wetenschappelijke kennis erkennen, is volgens Einstein het positivisme zelf in strijd met de basisaannames van de natuurwetenschap: "Het geloof in een externe wereld, onafhankelijk van het waarnemend subject, is de basis van alle natuurwetenschap."
Marxisten deelden deze kritiek. Lenin schreef: "Het ‘nieuwste positivisme’ is alleen maar zo’n twee eeuwen te laat gekomen; Berkeley heeft al voldoende laten zien dat men ‘uit gewaarwordingen, dus uit psychische elementen’ niets anders dan het solipsisme kan ‘opbouwen’."
Een foutief wetenschapsmodel
In de 20e eeuw kwamen er stemmen op vanuit de wetenschapsfilosofie dat het model dat positivisten aanhangen niet geheel correct is. Positivisten gaan ervan uit dat wetenschappelijke kennis voortkomt uit inductie: men observeert bepaalde waarneembare fenomenen en haalt daar algemene en abstracte wetten uit. Zo lijkt het echter niet in de werkelijkheid te gaan. De eerste grondige kritiek kwam van Karl Popper en zijn falsificationisme: inductie is volgens Popper geen geldige logische redenering. Je kan van een paar observaties niet concluderen dat alle zaken zo zijn. Zelfs als je honderd witte zwanen hebt gezien, kan de volgende nog altijd een zwarte zwaan zijn. Volgens Popper kan men enkel falsifiëren of weerleggen. Men kan enkel een voorgestelde hypothese weerleggen door in het voorbeeld een zwarte zwaan tegen te komen. Hieruit blijkt echter dat men altijd al een bepaalde theoretische hypothese moet vooropstellen en vervolgens moet proberen deze hypothese te weerleggen. Zo'n hypothese kan slechts gecorroboreerd of ondersteund worden, maar nooit echt door de waarneming tot het niveau van zekere kennis gebracht worden. Van zuivere afleiding uit de waarneming naar zekere kennis is dus geen sprake.

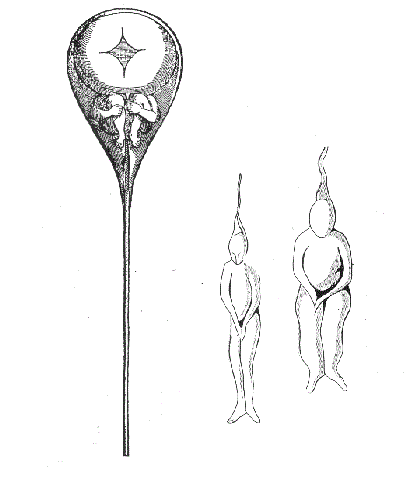
Een minuscuul mensje in een spermacel, getekend door Hartsoeker in 1695. Hartsoeker baseerde zich op het idee dat de man het wezen van het kind bepaalde en de vrouw slechts een draagster van dat kind was; door zijn microscoop zag hij wat hij verwachtte te zullen waarnemen.

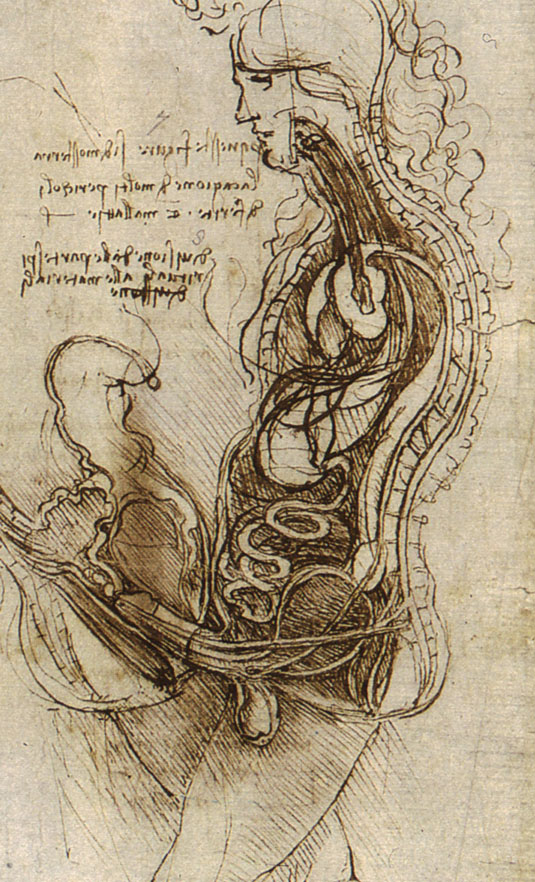
Leonardo da Vinci meende verbindingen tussen de ruggengraat van de man en de testes te hebben gezien. Ook Da Vinci baseerde zich hierbij op theorieën die dergelijk verbindingen veronderstelden.

In het werk van N.R. Hanson en Thomas Kuhn, vooral diens The Structure of Scientific Revolutions (1962) wordt het nog sterker geproblematiseerd. Zo wijzen beiden op het fenomeen van de theoriegeladenheid van de waarneming: wat een wetenschapper waarneemt wordt vaak bepaald door de theoretische achtergrond of zelfs de cultuur waarin de wetenschapper in kwestie leeft. Zo kan het voorkomen dat de wetenschapper simpelweg waarneemt wat hij wil waarnemen of wat hij verwacht waar te nemen. Om dit te staven kan bijvoorbeeld verwezen worden naar de marskanalen van Schiaparelli, of, zoals hiernaast en hieronder afgebeeld, de fouten in de anatomische afbeeldingen van Da Vinci en die van Hartsoeker. Ook kan men verwijzen naar de inzichten van de gestaltpsychologie.
Verabsoluteren van wetenschappelijke benadering
Het positivisme stelt dat de enige wijze waarop we kennis kunnen vergaren die van de (empirische) wetenschappen is. Zo wordt kennis beperkt tot dat wat men empirisch en wetenschappelijk kennen kan. Het is echter een eigenschap van de wetenschappelijke benadering dat zij een objectief standpunt nastreeft en daarbij subjectieve gegevens zoals persoonlijke impressies en dergelijke uitsluit. Zo spreekt ze over kleuren en tonen in termen van golflengten en niet in termen van 'mooi' of 'fel'. Hoewel dit zeker ook een verrijking is voor onze kennis, vormt dit volgens sommige filosofen ook een verarming.
Edmund Husserl en andere fenomenologen betogen dat deze reductie andere vormen van kennis onterecht uitsluit. Husserl stelt dat dit objectivisme van de wetenschappen - dat in het positivisme wordt verabsoluteerd - gefundeerd is in de subjectieve leefwereld (Lebenswelt) van de mens. Het positivisme wil echter juist dit perspectief vanuit de leefwereld, hoe de mens deze het meest oorspronkelijk ziet, van elke kennisaanspraak ontdoen. Husserl stelt dat dit verkeerd is: het positivisme moet inzien dat zijn eigen perspectief niet zonder deze leefwereld kan, en daarbij dat zijn perspectief maar een van de vele mogelijke perspectieven op de wereld is. De objectieve kijk van de wetenschap biedt slechts een visie op de wereld of op de mens, en abstraheert daarbij van andere waardevolle gegevens.
Cultuur-historische kritiek
Een andere kritiek is dat de pretenties van het positivisme en sciëntisme, namelijk dat alle menselijke problemen door de wetenschap zullen worden opgelost, onjuist zijn gebleken. Sterker nog: men kan wijzen op de manier waarop juist wetenschap nieuwe problemen veroorzaakt die ze moeilijk zelf kan oplossen. Voorbeelden hiervan zijn de milieuproblematiek of overbevolking, maar ook talloze klassieke problemen binnen de bio-ethiek zoals klonen, genetische manipulatie of dierenrechten.
Een ander element, aangehaald door iemand als Ernest Gellner, is dat de voorspelling van het positivisme dat de menswetenschappen, zoals psychologie en vooral sociologie, zouden evolueren tot een niveau waarop ze met evenveel precisie en zekerheid kunnen spreken als de exacte wetenschappen dat doen, ook niet uitgekomen is. De wetenschappelijke methode en haar bijhorende eigenschap van het manipuleren van het onderzoeksobject, blijken niet van toepassing te zijn op de mens.
De positivist kan deze kritiek van repliek voorzien door te stellen dat de (mens)wetenschappen weliswaar nog niet tot het juiste niveau is gebracht, en er daardoor nog fouten zijn, maar dat de wetenschappen er uiteindelijk wel in zullen slagen. Zo schrijft Gellner ook dat "Whether this failure to extend the scientific revolution to the human field will be corrected, or whether it is due to fundamental causes which will protect man from effective comprehension for ever, is not something which is as yet decided." Hoewel men kan beweren dat het project van het positivisme mislukt is, kan de positivist altijd wijzen op het gegeven dat we niet weten of het misschien morgen wel zal slagen.
De zijnsvraag
Een meer abstracte kritiek vindt men terug in het werk van filosofen als Karl Jaspers. Het positivisme met zijn bewering dat kennis enkel gaat om de empirische wetenschappelijke en kwantificeerbare zaken, lijkt niets te zeggen over de ultieme zijnsvraag: los van hoe de dingen aan ons verschijnen, wat en op welke wijze bestaat er echt en wat niet (Ding an sich)? Dit is een filosofische vraag bij uitstek en de wetenschap wil daar ook niet op antwoorden. Toch stelt Jaspers dat men als filosoof erop moet wijzen dat we hier te maken hebben met een grens van de wetenschap: de wetenschap spreekt zich dus niet over alles uit en er moet dus nog ruimte bewaard worden voor andere soorten kennis naast de wetenschap.